# Kamenka (Weißes Meer)
Die Kamenka (russisch Каменка) ist ein 53 km langer Fluss im Südosten der Halbinsel Kola.
Die Quelle liegt am Südwesthang der Anhöhe Ondomoserskije Keiwy, etwa 4 km südlich des Oberen Ondomosero-Sees. Der Fluss fließt vorbei am See Jefremowo weiter nach Süden und mündet 4 km östlich der Siedlung Tetrino in das Weiße Meer.